# Hayton Castle
Hayton Castle är ett slott i Storbritannien.   Det ligger i grevskapet Cumbria och riksdelen England, i den centrala delen av landet, 400 km nordväst om huvudstaden London. Hayton Castle ligger 52 meter över havet.
Terrängen runt Hayton Castle är lite kuperad. Havet är nära Hayton Castle åt nordväst.Runt Hayton Castle är det ganska tätbefolkat, med 70 invånare per kvadratkilometer. Närmaste större samhälle är Maryport, 8,9 km sydväst om Hayton Castle. Trakten runt Hayton Castle består i huvudsak av gräsmarker.